# Großer Horn
Koordinaten: 51° 12′ 35″ N, 10° 46′ 10″ O

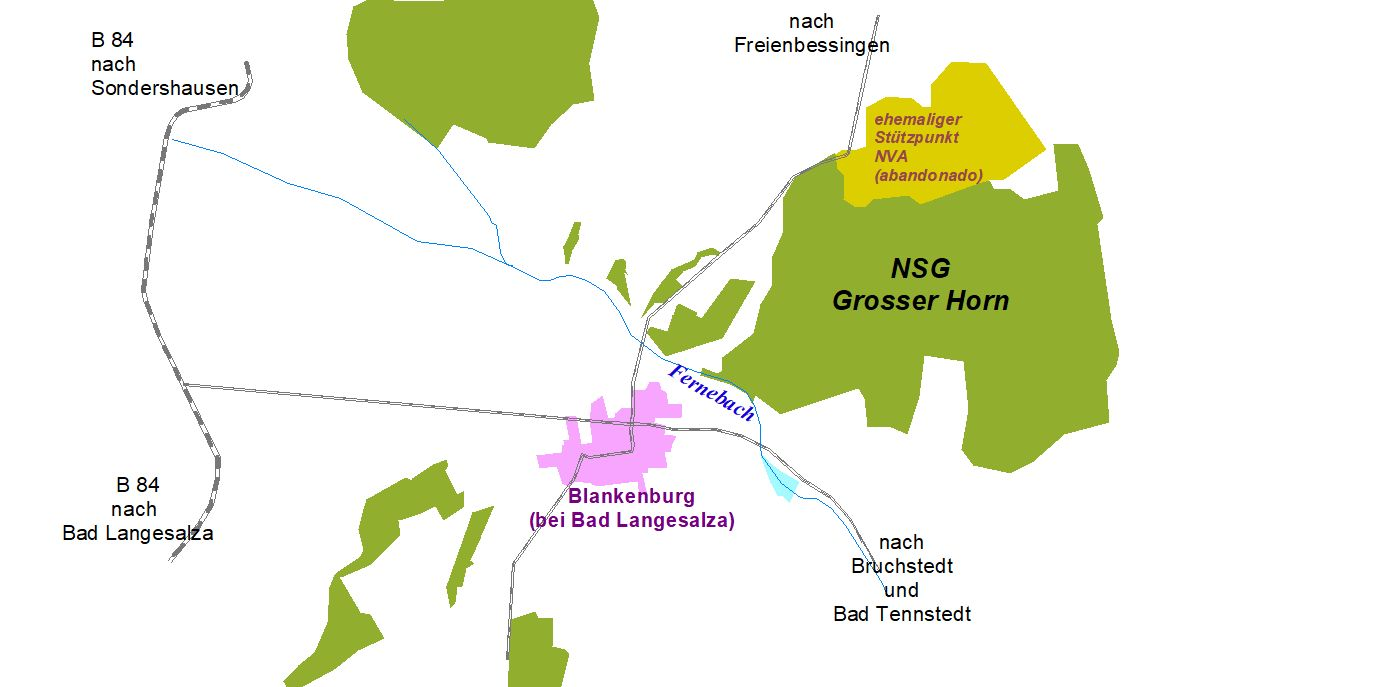
Lage des Naturschutzgebietes Grosser Horn

Als Großer Horn wird ein Waldgebiet bezeichnet, das sich im Unstrut-Hainich-Kreis und im angrenzenden Teil des Kyffhäuserkreises in Nordthüringen befindet. Das 158,8 Hektar große Gebiet wurde bereits 1961 zum Naturschutzgebiet erklärt. Als Totalreservat wird darin ein isolierter Waldkomplex des subkontinentalen Labkraut-Eichen-Hainbuchenwald und des Waldmeister-Buchenwald besonders geschützt.  Weltweit wird er mit der WDPA ID 14438 geführt. Innerhalb Deutschlands hat er die Kennnummer 019   (siehe Liste der Naturschutzgebiete in Thüringen).

## Geografie

### Geografische Lage
Das Naturschutzgebiet liegt am Nordrand der Thüringer Beckens und ist Teil der Heilinger Höhen mit der Südabdachung der Sömmerschen Höhen zum Schlotheimer Graben. Es ist von den Gemeinden Freienbessingen im Norden, Mittelsömmern und Hornsömmern im Osten, Bruchstedt im Südosten, Blankenburg und Kirchheiligen  im Südwesten, ebenso, wie Allmenhausen im Nordwesten umgeben. Das Naturschutzgebiet  befindet sich in einer Höhe von 290 bis 350 m über NN.
Westlich befindet sich die Bundesstraße 84 Sondershausen - Bad Langensalza. Im Süden wir es von der Landesstraße L1027  Schlotheim-Bad Tennstedt tangiert. Die nächste Ortschaft ist Blankenburg. Das Naturschutzgebiet befindet sich sowohl auf dem Gemeindegebiet Blankenburgs, als auch Freienbessingens, und somit zum Unstrut-Hainich-Kreis, als auch dem Kyffhäuserkreis.
Es liegt zum großen Teil im Einzugsgebiet des Fernebachs (Oberlauf des Schambaches, linker (nördlicher) Nebenfluss der Unstrut), östliche Teile jedoch im Einzugsgebiet des Mittelsömmerner Breitenbornsbach, - Rechenbach, Oberlauf des Prösebachs, ebenfalls linker (nördlicher) Nebenfluss der Unstrut.

### Geologie
Die Urwaldzone führt in ihrer Bodenstruktur vor allem Lösslehm, der besonders im Norden des Waldes zu finden ist. Neben den Lössböden sind aber auch Lehm- und Tonböden sowie Muschelkalkverwitterungsböden nachzuweisen. Die Böden des Waldgebietes haben einen Anteil an basischen Silikaten, aber auch eine gute Wasserhaltefähigkeit, was besonders wichtig für die Bodenqualität ist. Typisch für den Waldboden ist eine starke Durchwurzelung. Im Süden des Naturschutzgebietes findet man neben den geringen Lössablagerungen noch Kalkgestein des Muschelkalks, basenreiche Kalkverwitterungsböden, die aber in reiner Form nur kleinräumig auftreten.
Die Böden im Waldgebiet sowie die Ackerböden der Umgebung gelten als besonders fruchtbar.
Man kann dies an der Vegetation erkennen, die ein besonderes Merkmal für dieses Naturschutzgebiet ist.

### Klima
Das Naturschutzgebiet Großer Horn liegt am Rande der kontinentalsubatlantischen Klimazone. Die Umgebung des Großen Horns wird noch zum so genannten Bördeklima gerechnet.
Ausschlaggebend für das vorherrschende Klima ist die geographische Lage des Naturschutzgebietes, wo eine Jahresdurchschnittstemperatur von 7,8 °C herrscht und während der Vegetationszeit 14,2 °C beträgt. Insgesamt ist das Gebiet mit einem Jahresniederschlag von 515 mm recht niederschlagsarm. Trotz oft schneereicher Wintern sowie starker aber kurzer Regenperioden wird das Klima von Trockenperioden bestimmt. Doch für das Klima typische Merkmale, wie die in den Sommermonaten verbreiteten Starkniederschläge, bedrohen das Gebiet mit Erosionsschäden, die durch die starke landwirtschaftliche Nutzung verstärkt werden. Diese Kriterien gelten jedoch nicht für das Waldgebiet, denn der bewaldete Raum übt eine ausgeglichene Funktion auf den Wasserhaushalt aus und wirkt somit auf das Klima.

## Namensentwicklung
Der Eigenname des Waldes "Großer Horn" ist gleichzusetzen mit dem Großen Hornholz, wie es im Volksmund genannt wird.
Das Wort "Horn" stammt von dem Althochdeutschen Wort Hochawien ab. Es bedeutet feuchtes- bzw. sumpfartiges Land.

## Besonderheiten
Im Naturschutzgebiet befinden sich mehrere Gruppen von Hügelgräbern und zahlreiche Grenzsteine (Grenze zwischen ehem. Königreich Preußen, Provinz Sachsen und Fürstentum Schwarzburg-Sondershausen), sowie eine als Naturdenkmal gesicherte Alteiche im äußersten Südwesten.
Zur wirtschaftlichen Entwicklung des Naturschutzgebiets wird der sanfte Tourismus gefördert.

### Ehemaliger NVA-Stützpunkt
Anfang der 1970er Jahre wurde am nördlichen Teil des Grossen Horns die NVA-Fliegerabwehr-Raketenstellung, Standort Blankenburg errichtet, welche seit 1975 als FRA 192 im System des diensthabenden Systems des Warschauer Vertrags eingebunden wurde.  Von 1992 bis 2007 wurden Teile dieses Objekts noch kurzzeitig als Asylbewerberunterkunft benutzt, seit 2007 dann aufgegeben und verlassen. Seitdem wird das ehemalige Militärgelände in natürlicher Form in das umgebene Waldgebiet eingebunden.